# Teresa Skubalanka
Teresa Skubalanka, wł. Skubała (ur. 18 czerwca 1928 w Łodzi, zm. 29 lipca 2016 w Lublinie) – polska filolog i wykładowczyni, lingwistka, współtwórczyni środowiska naukowego językoznawców i polonistów UMCS, przedstawicielka stylistyki lingwistycznej, teorii, a także historii języka. W latach 1975–1978 dyrektor Instytutu Badań Literackich w Warszawie, w okresie 1972–1976 posłanka na Sejm PRL VI kadencji.

## Życiorys

### Edukacja i kariera naukowa
Córka Mariana i Heleny. Po ukończeniu III Liceum Ogólnokształcącego im. Marii Konopnickiej we Włocławku studiowała filologię polską na Uniwersytecie Mikołaja Kopernika. Magisterium uzyskała na Uniwersytecie Wrocławskim, w 1960 doktorat na tejże uczelni, a w 1966 habilitację na UMK. Od 1967 zatrudniona na Uniwersytecie Marii Curie-Skłodowskiej. W latach 1970–1985 pełniła tam funkcję dyrektora Instytutu Filologii Polskiej i kierownika Zakładu Języka Polskiego. Od 1974 była profesorem nadzwyczajnym. Profesorem zwyczajnym została w 1984. Od 1975 do 1978 była także dyrektorem Instytutu Badań Literackich w Warszawie. W latach 1992–2001 była pracownikiem Zakładu Historii Języka Polskiego i Dialektologii. Pomimo że domeną jej zainteresowań badawczych była stylistyka ujmowana jako samodzielna dyscyplina, inspirowała i współtworzyła wielowątkowe dociekania z zakresu stylistyki, semantyki, pragmatyki, socjolingwistyki, dialektologii, historii języka i gramatyki.

### Działalność społeczna i polityczna
Pracowała społecznie w Związku Młodzieży Polskiej i Zrzeszeniu Studentów Polskich, pełniła też funkcje w Związku Nauczycielstwa Polskiego. Od 1969 działała w Stronnictwie Demokratycznym (członek prezydium Uczelnianego Komitetu oraz plenum Wojewódzkiego Komitetu w Lublinie). W 1972 uzyskała mandat posłanki na Sejm z okręgu Lublin. Była członkiem trzech Komisji: Nauki i Postępu Technicznego, Oświaty i Wychowania oraz Prac Ustawodawczych. Zasiadała w zarządzie Polskiej Grupy Unii Międzyparlamentarnej.

## Twórczość
Dorobek Teresy Skubalanki obejmuje 18 monografii oraz ponad 125 rozpraw i artykułów. W jej naukowej twórczości można wyodrębnić następujące charakterystyczne rysy: podmiotowy charakter wywodów, budowanie własnych zrębów teorii, indywidualną interpretację najważniejszych pojęć, oryginalne zbiory kategorii interpretacyjnych, reinterpretację kluczowych pojęć i terminów dyscypliny, łączenie założeń teoretycznych z bogatą i wzorcowo prowadzoną praktyką analityczną, szeroki zakres podejmowanych zagadnień i wybór zjawisk najważniejszych dla dyscypliny: definicja stylu, poszukiwanie metod i kategorii jego opisu, stylistyczna dyferencjacja współczesnej polszczyzny, charakterystyka stylu artystycznego w perspektywie historycznej (w przekrojach epok, nurtów i indywidualności twórczych). Prace Teresy Skubalanki mieszczą się w ramach stylistyki teoretycznej (wielokrotnie powracała do podstawowych pojęć dyscypliny, zwłaszcza do pojęcia stylu), stylistyki historycznej (jest autorką jedynego do dziś syntetycznego ujęcia tej problematyki), stylistyki opisowej (funkcjonalnej) – opracowała oryginalną koncepcję stylistycznej dyferencjacji współczesnej polszczyzny – oraz stylistyki praktycznej.

### Publikacje
Najbardziej oryginalnym wkładem Skubalanki do badań stylistycznych jest koncepcja gramatyki stylistycznej. Oprócz stylistyki w orbicie zainteresowań badawczych Teresy Skubalanki znajdowały się zagadnienia z kilku dyscyplin lingwistycznych: leksykologii i leksykografii (udział w pracach nad Słownikiem rymów Stanisława Trembeckiego, Słownikiem języka Adama Mickiewicza, Słownikiem gwary studenckiej), gramatyki (zwłaszcza fleksji, nie tylko w odniesieniu do języka ogólnego, lecz także gwar ludowych), historii języka (polszczyzna XIX wieku), wybranymi odmianami języka (językiem potocznym, polszczyzną mówioną, językiem regionu, językiem dziecka, odmianą artystyczną w ramach badań stylistycznych), a także społecznymi uwarunkowaniami stylów języka.
Najważniejszymi opracowaniami książkowymi autorstwa Teresy Skubalanki są: 
- Neologizmy w polskiej poezji romantycznej, Toruń: Towarzystwo Naukowe w Toruniu, Łódź: Państwowe Wydawnictwo Naukowe 1962, s. 240;
- Słownictwo poezji miłosnej Juliusza Słowackiego na tle tradycji, Toruń: Wydawnictwo UMK 1966, s. 414;
- Słownik gwary studenckiej, [współaut.: Leon Kaczmarek, Stanisław Grabias], Wrocław: Wydawnictwo Ossolineum 1974, s. 328;
- Historyczna stylistyka języka polskiego. Przekroje, Wrocław: Wydawnictwo Ossolineum 1984, s. 508;
- Wprowadzenie do gramatyki stylistycznej języka polskiego, Lublin: Wydawnictwo UMCS 1991, s. 185, wydanie 2, poprawione i uzupełnione, Lublin: Wydawnictwo UMCS 2000, s. 240;
- Wariantywność polskiej fleksji, [współaut.: Władysława Książek-Bryłowa], Wrocław: Wydawnictwo Ossolineum 1992, s. 189;
- O stylu poetyckim i innych stylach języka. Studia i szkice teoretyczne, Lublin: Wydawnictwo UMCS 1995, s. 235;
- Mickiewicz, Słowacki, Norwid. Studia nad językiem i stylem, Lublin: Wydawnictwo UMCS 1997, s. 245;
- Ze studiów nad dawną i współczesną polszczyzną, Lublin: Wydawnictwo UMCS 1997, s. 206;
- Podstawy analizy stylistycznej. Rozważania o metodzie, Lublin: Wydawnictwo UMC 2001, s. 283;
- Język poezji Czesława Miłosza, Lublin: Wydawnictwo UMCS 2006, s. 122;
- Sztuka poetycka Czesława Miłosza, Lublin: Wydawnictwo UMCS 2007, s. 134;
- Herbert, Szymborska, Różewicz: studia stylistyczne, Lublin: Wydawnictwo UMCS 2008, s. 156;
- Polska liryka patriotyczno-obywatelska. Studium stylu, Lublin: Wydawnictwo UMCS 2012, s. 115.

## Wyróżnienia
Odznaczona Krzyżem Oficerskim (1998) i Kawalerskim Orderu Odrodzenia Polski, Złotym Krzyżem Zasługi oraz Medalem Komisji Edukacji Narodowej. W 2002 została uhonorowana tytułem doktora honoris causa UMCS.
Została pochowana na cmentarzu komunalnym na Majdanku w Lublinie (kwatera S7K-4-4).

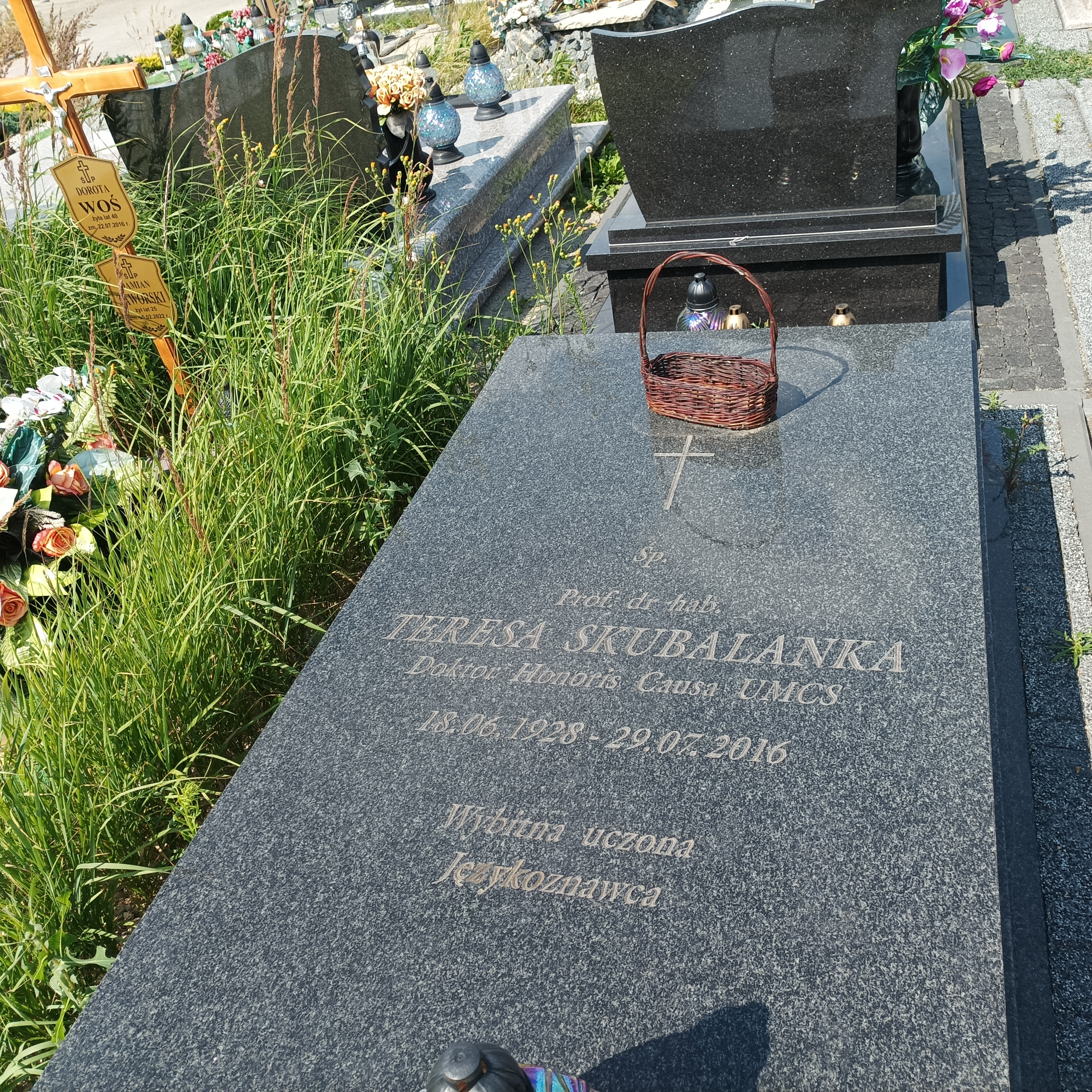
Grób prof. Teresy Skubalanki na cmentarzu komunalnym na Majdanku